# 사무편람
사무편람이란 사무에 대해 처리부서, 처리기간, 처리절차, 처리기준, 구비서류, 서식 및 수수료 등을 구분하여 구체적으로 정리한 문서이다.
사무편람이 단순히 사무의 기준과 처리절차를 명시한 기록물인지, 기록에 따른 절차적 의무까지 사무주체에게 부과되는 것인지는 불명확하여 자료를 찾아볼 필요가 있다.

## 관련 법
행정권한의 위임 및 위탁에 관한 규정(시행 2019. 9. 17.)
[대통령령 제30080호, 2019. 9. 17., 타법개정]
제 3장 15조 사무편람
1. 민간수탁기관은 수탁사무의 종류별로 처리부서, 처리기간, 처리절차, 처리기준, 구비서류, 서식 및 수수료 등을 구분하여 구체적으로 밝힌 사무편람을 작성하여 갖춰 두어야 한다.
2. 민간수탁기관은 제1항의 편람을 작성하였을 때에는 위탁기관의 승인을 받아야 한다.